# Arte ai Giochi della VIII Olimpiade
Le competizioni di arte facevano parte dei Giochi della VIII Olimpiade svoltisi a Parigi (Francia) nel 1924. Questa è stata la terza olimpiade in cui apparsa questa disciplina.
Le competizioni erano divise in cinque categorie (architettura, letteratura, musica, pittura e scultura) per lavori ispirati a tematiche sportive.

## Risultati
| Categoria    | Oro                                                     | Argento                                                                                 | Bronzo                                                                                                 |
| ------------ | ------------------------------------------------------- | --------------------------------------------------------------------------------------- | --- |
| Architettura | non assegnato                                           | Alfréd Hajós e Dezső Lauber ( Ungheria) Progetto per uno stadio                         | Julien Médecin ( Monaco) Stadio per Monte Carlo                                                        |
| Letteratura  | Géo-Charles ( Francia) Jeux Olympiques                  | Josef Petersen ( Danimarca) Euryale; Dorothy Margaret Stuart ( Regno Unito) Sword Songs | Charles Gonnet ( Francia) Vers le Dieu d'Olympie; Oliver Gogarty ( Irlanda) Ode to the Tailteann Games |
| Musica       | non assegnato                                           | non assegnato                                                                           | non assegnato                                                                                          |
| Pittura      | Jean Jacoby ( Lussemburgo) Corner, Départ e Rugby       | Jack Butler Yeats ( Irlanda) The Liffey Swim                                            | Johan van Hell ( Paesi Bassi) Patineurs                                                                |
| Scultura     | Konstantinos Dimitriadis ( Grecia) Discobole Finlandais | Frantz Heldenstein ( Lussemburgo) Vers l'olympiade                                      | Jean-René Gauguin ( Danimarca) Boxer; Claude-Léon Mascaux ( Francia) Sports medals                     |

## Medagliere
| Posiz. | Nazione     | Oro | Argento | Bronzo | Totale |
| ------ | ----------- | --- | ------- | ------ | ------ |
| 1      | Lussemburgo | 1   | 1       | 0      | 2      |
| 2      | Francia     | 1   | 0       | 2      | 3      |
| 3      | Grecia      | 1   | 0       | 0      | 1      |
| 4      | Danimarca   | 0   | 1       | 1      | 2      |
| 4      | Irlanda     | 0   | 1       | 1      | 2      |
| 6      | Regno Unito | 0   | 1       | 0      | 1      |
| 6      | Ungheria    | 0   | 1       | 0      | 1      |
| 8      | Monaco      | 0   | 0       | 1      | 1      |
| 8      | Paesi Bassi | 0   | 0       | 1      | 1      |
| Total  | Total       | 3   | 5       | 6      | 14     |